# Ken Olin
Kenneth Edward Olin (Chicago, 30 juli 1954) is een Amerikaanse producent, acteur en regisseur. Hij is sinds 1982 getrouwd met Patricia Wettig en heeft met haar samengewerkt in onder andere Alias en Brothers & Sisters.

## Biografie
Olin is geboren in Chicago als zoon van een voormalige medewerker van het Vredeskorps en een Farmaceutisch bedrijfseigenaar.
Hij is opgegroeid in Highland Park, Illinois en later afgestudeerd aan de Universiteit van Pennsylvania. Hij is getrouwd met thirtysomething-collega Patricia Wettig en heeft met haar twee kinderen.
Als acteur, begon Ken Olin als Michael Steadman in de serie Thirtysomething en als Dr. Roger Cattan in L.A. Doctors.

## Filmografie
- Biblioteca Nacional de España: XX1096124
- Bibliothèque nationale de France: cb14125578t (data)
- Gemeinsame Normdatei: 1024257975
- International Standard Name Identifier: 0000 0003 8597 2994
- Library of Congress Control Number: nr96000057
- Nationale Bibliotheek van Tsjechië: ola2013740566
- Nationale Bibliotheek van Israël: 987007310947405171
- Nederlandse Thesaurus van Auteursnamen: 138686068
- SNAC: w60x2ng1
- Système universitaire de documentation: 26125264X
- Virtual International Authority File: 98509363
- WorldCat: E39PBJhCG6xMcFxQgFYxKFVXBP